# Acutuncus antarcticus
Genre
Espèce
Synonymes
- Macrobiotus antarcticus Richters, 1904
- Hypsibius simoizumii Sudzuki, 1964

Acutuncus antarcticus, unique représentant du genre Acutuncus, est une espèce de tardigrades de la famille des Hypsibiidae. 

## Distribution
Cette espèce se rencontre en Antarctique, en Géorgie du Sud et aux îles Sandwich du Sud.

## Publications originales
- Pilato & Binda, 1997 : Acutuncus, a new genus of Hypsibiidae (Eutardigrada). Entomologische Mitteilungen aus dem Zoologischen Museum Hamburg, vol. 12, no 155, p. 159-162.
- Richters, 1904 : Vorläufiger Bericht über die antarktische Moosfauna. Verhandlungen der Deutschen Zoologischen Gesellschaft, vol. 14, p. 236-239.